# Patrick Bornhauser
Patrick Bornhauser (ur. 29 czerwca 1957 roku w Orleanie) – francuski kierowca wyścigowy.

## Kariera

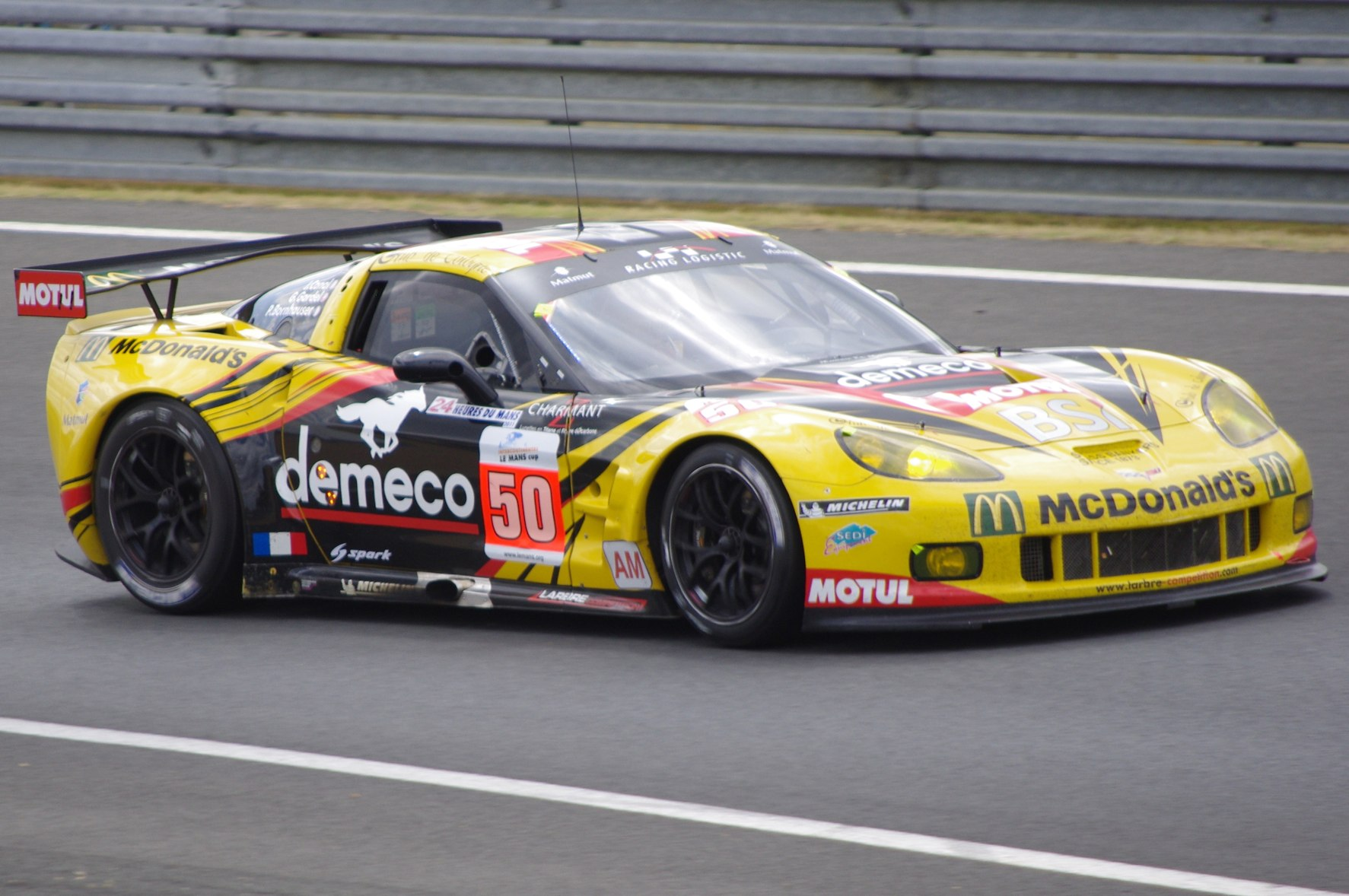
Patrick Bornhauser w samochodzie Corvette C6 podczas 24-godzinnego wyścigu Le Mans (2011)

Bornhauser rozpoczął karierę w międzynarodowych wyścigach samochodowych w 1994 roku od startów w Peugeot 905 Spider Cup. Z dorobkiem 33 punktów uplasował się na piątej pozycji w końcowej klasyfikacji kierowców. W późniejszych latach Francuz pojawiał się także w stawce Global GT Championship, French GT Championship, FIA GT3 European Championship, FIA GT Championship, 24-godzinnego wyścigu Le Mans, Le Mans Series, American Le Mans Series, Intercontinental Le Mans Cup oraz FIA World Endurance Championship.

## Wyniki w 24h Le Mans
| Rok  | Zespół                     | Partnerzy                            | Samochód                  | Klasa  | Okr. | Poz. | Klasa Pos. |
| ---- | -------------------------- | ------------------------------------ | ------------------------- | ------ | ---- | ---- | ---------- |
| 2006 | Larbre Compétition         | Jean-Luc Blanchemain Gabriele Gardel | Ferrari 550-GTS Maranello | GT1    | 222  | NU   | NU         |
| 2007 | Aston Martin Racing Larbre | Roland Bervillé Gregor Fisken        | Aston Martin DBR9         | GT1    | 272  | 29   | 13         |
| 2008 | Larbre Compétition         | David Smet Christophe Bouchut        | Saleen S7-R               | GT1    | 306  | 28   | 7          |
| 2011 | Larbre Compétition         | Julien Canal Gabriele Gardel         | Chevrolet Corvette C6.R   | GTE Am | 302  | 20   | 1          |
| 2012 | Larbre Compétition         | Julien Canal Pedro Lamy              | Chevrolet Corvette C6.R   | GTE Am | 329  | 20   | 1          |
| 2013 | Larbre Compétition         | Julien Canal Ricky Taylor            | Chevrolet Corvette C6.R   | GTE Am | 302  | 29   | 5          |